# 永続的貯蔵弾頭
永続的貯蔵弾頭 (えいぞくてきちょぞうだんとう、英語: Enduring Stockpile）とは、当初の設計寿命を越えて配備・貯蔵されている核弾頭のことである。解体待ちで貯蔵されているものもあるが、整備の上で再配備することも可能である。

## アメリカ合衆国の状況
冷戦中、アメリカ合衆国は7万発以上の核兵器を生産し、冷戦終結時には26型式・約2万3000発が備蓄されていた。核兵器の生産は1989年に打ち切られ、既存の核兵器は退役するか解体またはモスボール化されることになった。2001年には10型式・約9600発が永続的備蓄状態にあった。2004年にはそのうち約3000発が最低限の準備状態に置かれており、これらは解体こそされないものの現役に戻ることはないとされる。
永続的貯蔵状態の核兵器は、準備状態によって以下の3レベルに分類されている。
現役 (Active service)完全に動作し、運搬手段（サイロ内のICBM〈大陸間弾道ミサイル〉やSLBM〈潜水艦発射弾道ミサイル〉）に搭載され、即時使用が可能なもの
常備備蓄 (Hedge stockpile)完全に動作するが、兵器庫に収められており、数分または数時間で使用可能になるもの、または運搬手段には搭載されていないが、運搬手段そのものは利用可能なもの（例えば空軍基地の武器庫に収められたミサイルや爆弾）
不活性貯蔵 (Inactive reserve)動作可能状態になく、かつ/または即時使用できる運搬手段がないが、必要があれば準備できるもの
2004年時点で戦略核兵器 5886発、戦術核兵器 1120発が備蓄されていた。
戦略核兵器には1490発のICBM弾頭、2736発のSLBM弾頭、1660発の爆撃機搭載用爆弾（B61やB83 自由落下爆弾、AGM-86 ALCM と数百発の予備弾頭）が含まれている。戦術核兵器は800発のB61 自由落下爆弾と320発のトマホーク用核弾頭である。
アメリカ合衆国とロシアの間でSTART IIが締結され、核弾頭の総数を3500発から3000発に削減することになったが、ロシア国家院で批准されなかったため発効しなかった。代替として2002年に戦略攻撃能力削減に関する条約が締結され、2012年までに配備する核兵器を1700-2200発に削減することとなった。2010年に戦略核兵器の配備数を1550発、戦略的運搬手段（ICBM、SLBM、爆撃機）を800機/基とする新STARTが調印され、2011年1月26日のロシア国家院での批准を受けて2011年2月5日に発効した。ただし、配備についていない核兵器（すなわち常備備蓄および不活性貯蔵のもの）は制限の対象外である。

## 各国の保有数
2005年時点のデータで以下の国が保有している。
- ロシア — 9360発
- アメリカ — 2960発
- フランス — 210発
- イギリス — 15発